# Daihatsu Zebra
Daihatsu Zebra – samochód osobowo-dostawczy typu mikrovan klasy miejskiej produkowany pod japońską marką Daihatsu w latach 1985–2007.

## Pierwsza generacja

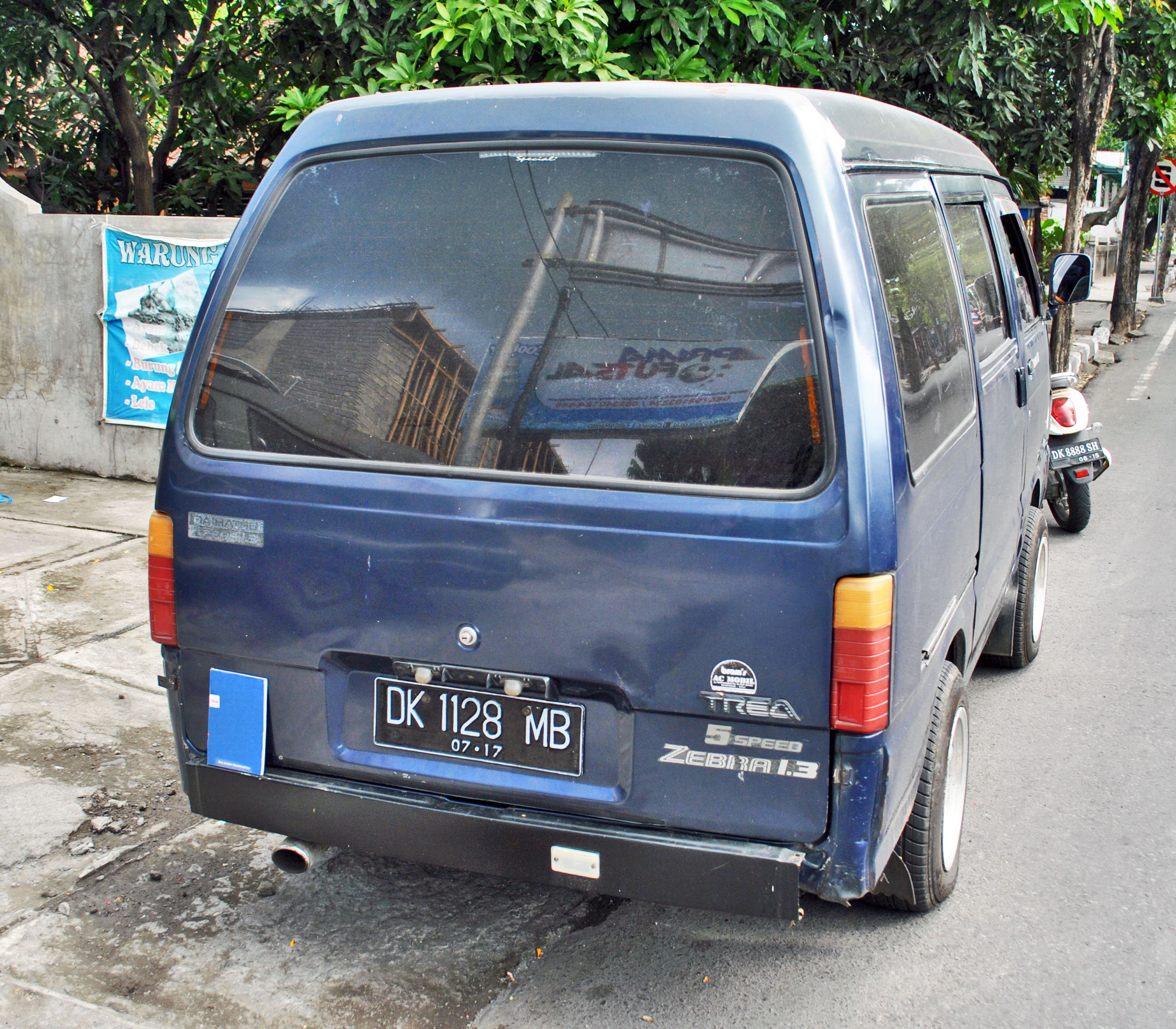
Daihatsu Zebra I - tył

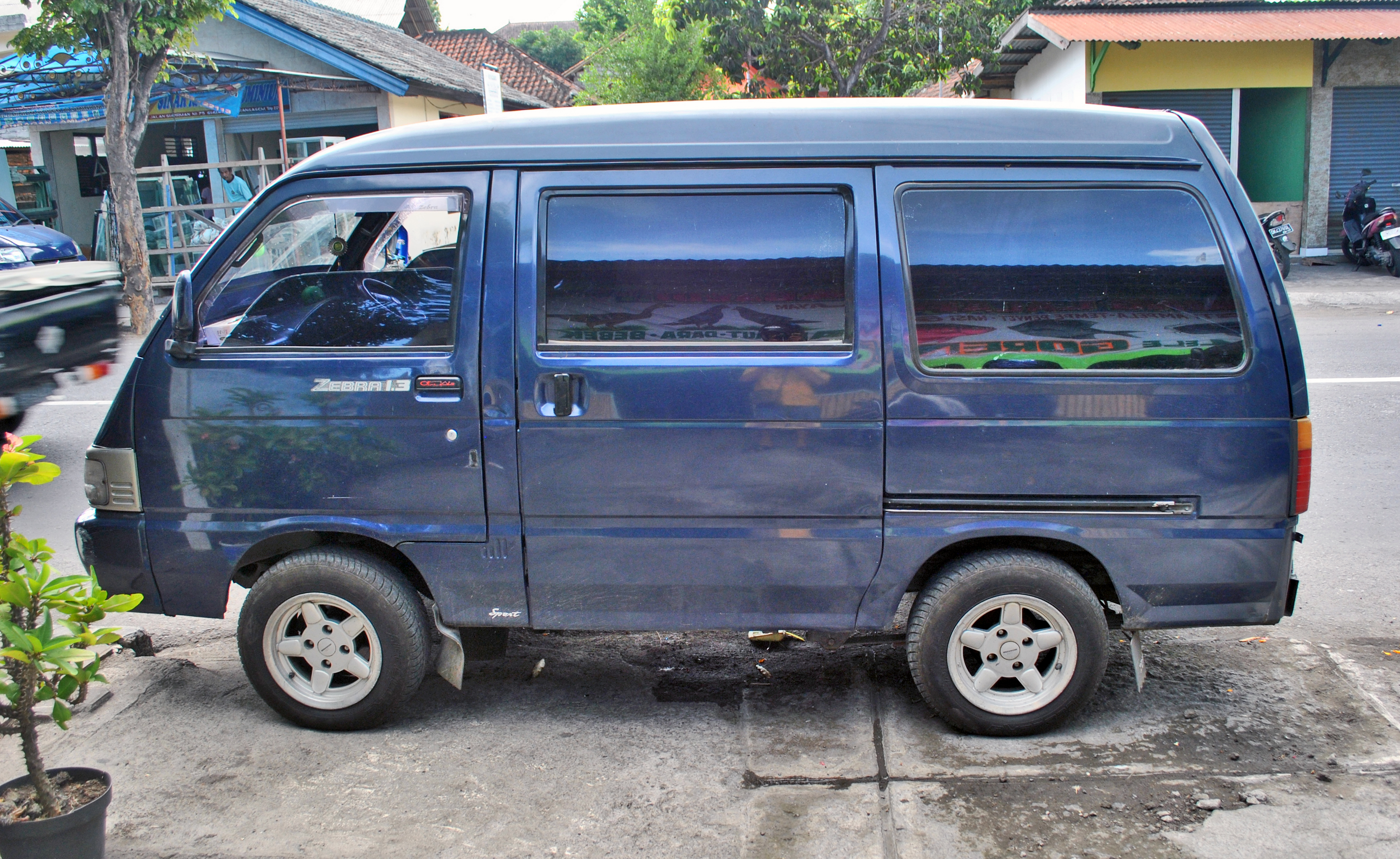
Daihatsu Zebra I - sylwetka

Daihatsu Zebra I został zaprezentowany po raz pierwszy w 1986 roku.
Model Zebra opracowany został przez Daihatsu w połowie lat 80. XX wieku specjalnie z myślą o rynku indonezyjskim, stanowiąc odpowiedź na dynamicznie rozwijający się w tym kraju rynek niewielkich samochodów osobowo-dostawczych. 
Samochód powstał na bazie oferowanego m.in. w Japonii modelu Hijet, będąc jego wydłużoną wersją pod kątem rozstawu osi oraz tylnego zwisu. Ponadto, indonezyjskie Daihatsu Zebra pierwszej generacji wyróżniało się oryginalnym projektem przedniej części nadwozia.
Za główną jednostkę napędową, z którym model Zebra był oferowany, Daihatsu obrało 1-litrowy silnik benzynowy zapożyczony z pokrewnego mikrovana Hijet.

### Sprzedaż
Samochód produkowany i oferowany był głównie z myślą o rynku indonezyjskim. Do dyspozycji nabywców było nie tylko podwozie do zabudowy i pickup ze skrzynią, jak i osobowy van oraz minibus. Poza rodzimym rynkiem, Daihatsu Zebra oferowane było także na eksport do Wietnamu.

### Silniki
- R4 1.0l Wankel
- R4 1.2l Wankel

## Druga generacja

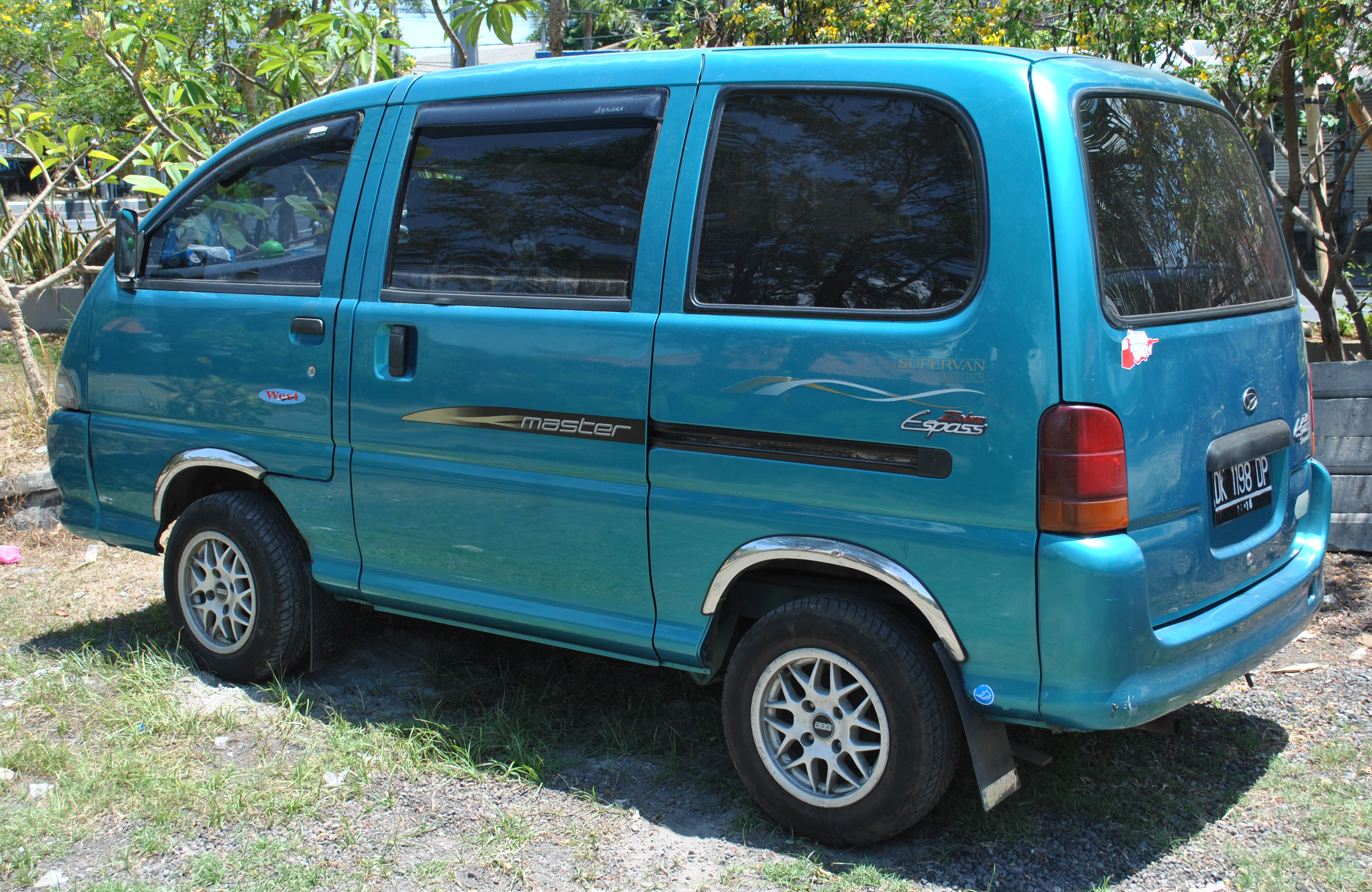
Daihatsu Zebra II - tył

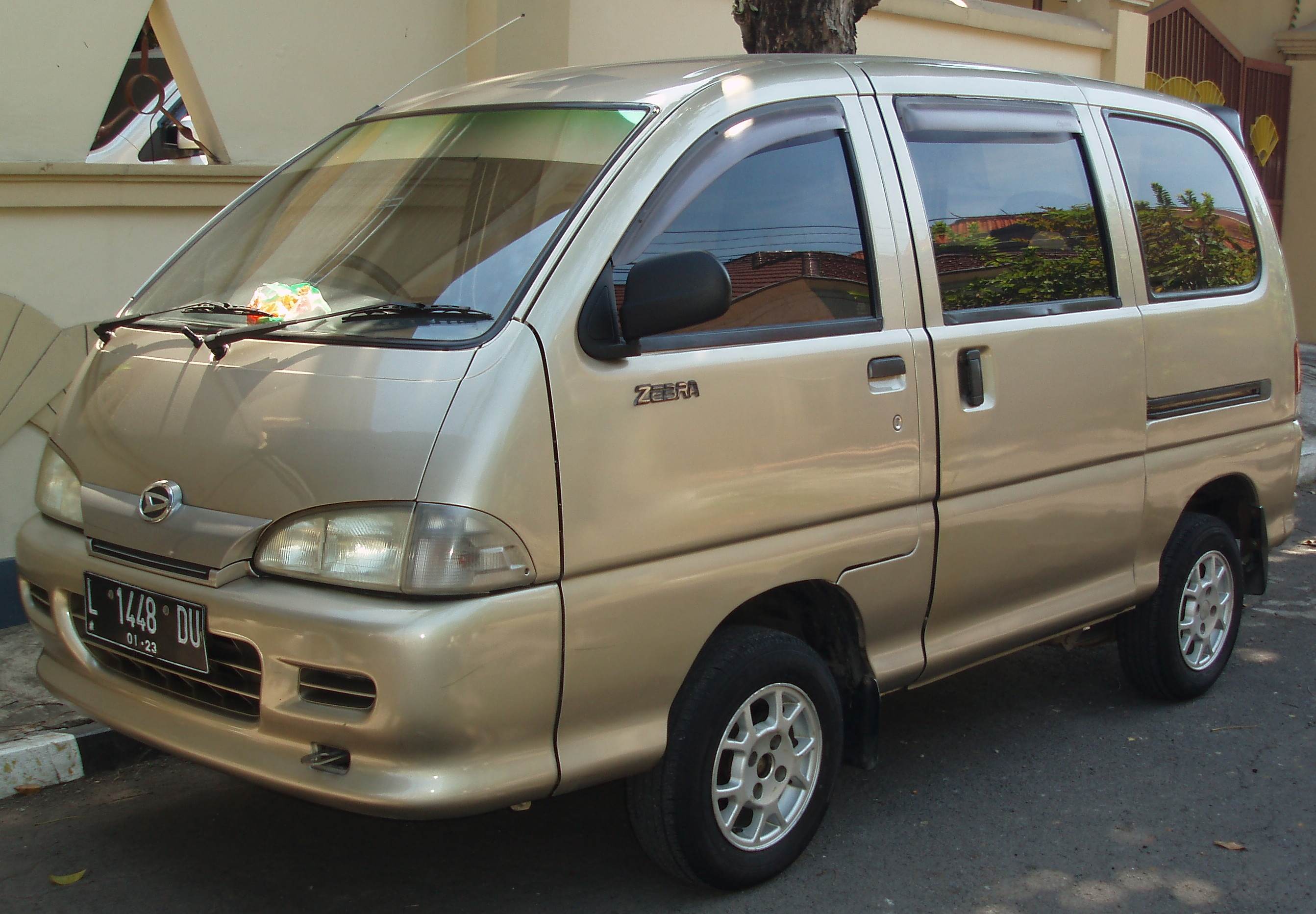
Daihatsu Zebra II ZL

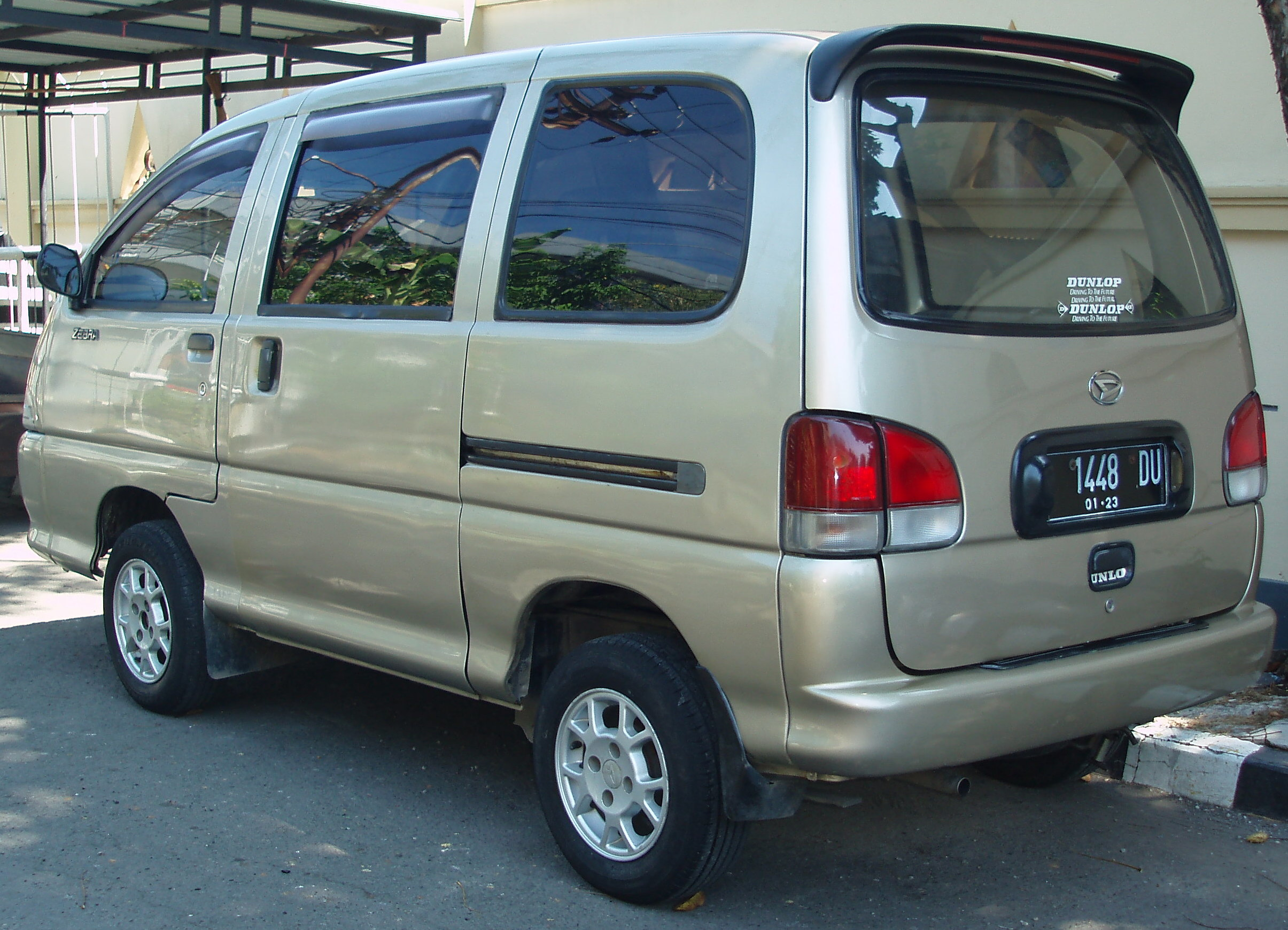
Daihatsu Zebra II ZL - tył

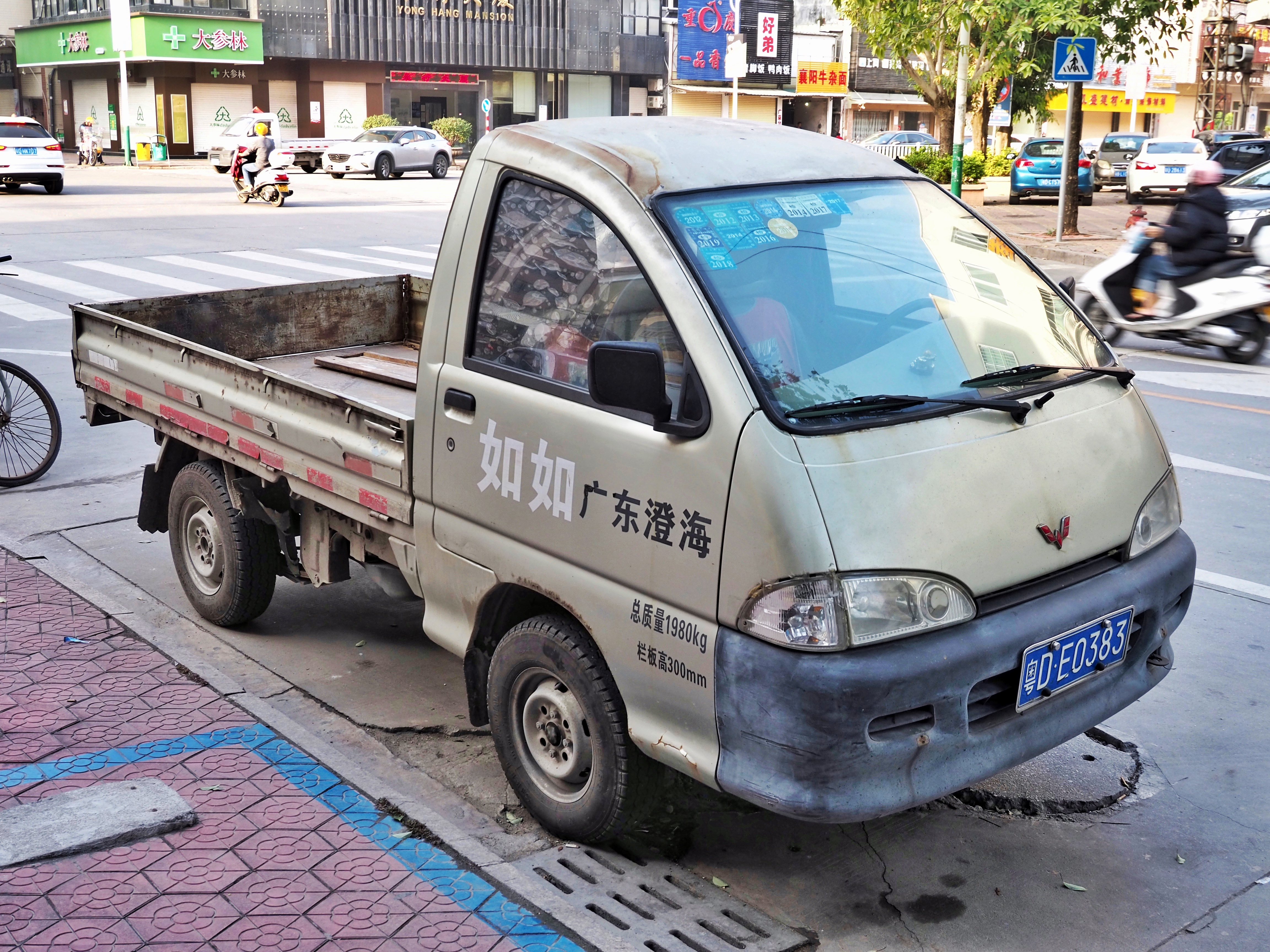
chiński Wuling LZW6370

Daihatsu Zebra II został zaprezentowany po raz pierwszy w 1995 roku.
Druga generacja modelu Zebra została opracowana w połowie lat 90. XX wieku jako konstrucja specjalnie dla rynku indonezyjskiego i państw Azji Wschodniej, przyjmując charakterystyczne obłe proporcje z jednobryłowem nadwoziem o długim przednim zwisie i silnikiem umieszczonym pod fotelami. Samochód zyskał przydomek Espass.
Samochód ponownie oferowany był zarówno jako dostawczy lub osobowy van i furgon, a także pod postacią podwozia do zabudowy lub skrzyniowego pickupa.
Gamę jednostek napędowych utworzyły małolitrażowe, czterocylindrowe, szesnastozaworowe silniki benzynowe o pojemności 1,3-litra, 1,5-litra lub 1,6-litra. Dostępne były wyłącznie z pięciobiegową manualną przekładnią biegów.
Produkcja pojazdu zakończyła się w październiku 2007 roku po 12 latach rynkowej obecności, a następcą Zebry zostały dwa zupełnie nowe modele - Gran Max i Luxio.

### Sprzedaż
Głównym rynkiem dla Daihatsu Zebry drugiej generacji był wewnętrzny rynek indonezyjski, gdzie na przestrzeni 12 lat produkcji samochód zdobył tytuł trzeciego najpopularniejszego modelu japońskiego producenta w tym kraju. Samochód zmagał się z awariami układu elektrycznego, które przysporzyły mu negatywnej reputacji.
Poza Indonezją, samochód był produkowany i oferowany także w Malezji z myślą o rynkach Azji Wschodniej, gdzie oferowano go pod nazwą Daihatsu Citivan dla odmiany van oraz jako Daihatsu Hijet Maxx w przypadku wariantu pickup.
W latach 1998–2003 Daihatsu Zebra jako skrzyniowy pickup oraz osobowy van produkowane było również na licencji w Chinach przez tamtejsze przedsiębiorstwo Wuling jako Wuling LZW6370.
W 2010 roku Daihatsu Zebra zostało wykorzystane przez włoskie przedsiębiorstwa FAAM oraz Magneti Marelli do celu budowy prototypu dwóch samochodów dostawczych o napędzie w pełni elektrycznym, nadając mu inne wypełnienie reflektorów.

### Silniki
- R4 1.3l
- R4 1.5l
- R4 1.6l